# Кужельна Надія Василівна
Надія Василівна Кужельна (нар. 6 листопада 1962 року, сел. Алексєєвське, Алексєєвський район Татарська АРСР — російський космонавт-випробувач, 12-й набір НВО «Енергія». Досвіду космічних польотів не має. 2004 року, після звільнена з посади космонавта-випробувача, працювала пілотом компанії «Аерофлот».

## Біографія

### Діяльність до зарахування в загін космонавтів
Надія Кужельна народилась 6 листопада 1962 року в Татарстані, у дитячому віці переїхала з батьками в Україну. У 1981 році закінчила Криворізьку середню школу № 86. У 1984 році закінчила 3-й курс Дніпропетровського інженерно-будівельного інституту і перевелась у Московський авіаційний інститут з втратою одного курсу. у 1988 році закінчила МАІ з кваліфікацією інженера-системотехніка за фахом «Динаміка польоту та управління».
З 31 травня 1988 року — інженер 178-го відділу, з 21 грудня 1989 року — 103-го відділу, з 1 травня 1990 року — 33-го відділу. З 1 листопада 1990 року — інженер-математик 33-го відділу НВО «Енергія». Розробляла проектну документацію та програмне забезпечення наукової апаратури ОС «Мир».

### Служба в загоні космонавтів
У 1993 році пройшла медичну комісію в Інституті медико-біологічних проблем (ІМБП) та отримала допуск Головної медичної комісії (ГМК) до спецтренувань. 1 квітня 1994 року рішенням Державної міжвідомчої комісії (ГМВК) відібрана в загін космонавтів РКК «Енергія». 16 червня 1994 року наказом Державного комітету оборонної промисловості № 169 призначена на посаду кандидата в космонавти-випробувачі загону космонавтів РКК «Енергія» (відділ 291). З літа 1994 по квітень 1996 року проходила загальнокосмічну підготовку в ЦПК ім. Ю. А. Гагаріна. 25 квітня 1996 року після здачі заліків рішенням Міжвідомчої кваліфікаційної комісії присвоєна кваліфікація «космонавт-випробувач».
13 червня 1996 року наказом генерального директора РКА № 83 була призначена на посаду космонавта-випробувача загону космонавтів РКК «Енергія» (відділ 291). У червні-вересні 1996 року проходила підготовку в складі групи космонавтів за програмою ОС «Мир». З жовтня 1996 по липень 1997 року проходила підготовку в складі групи космонавтів за програмою МКС. 28 липня 1997 року рішенням ГМВК була затверджена бортінженером основного екіпажу 1-ї російської експедиції відвідування МКС (з метою випробування корабля «Союз ТМА» і заміни транспортного корабля «Союз» — програма «МКС-Таксі» (МКС-Т)) разом з Талгатом Мусабаевым. З серпня 1997 р. по листопад 1998 року проходила підготовку за програмою «МКС-Т» в складі групи. 21 листопада 1998 року перервала підготовку через декретну відпустку, пов'язану з народженням дитини. Вийшла з декретної відпустки у квітні 1999 року. З 12 травня 1999 року знову проходила підготовку бортінженера основного екіпажу 1-ї російської експедиції відвідування МКС за програмою «МКС-Т» (ЕП-1). До травня 2000 року разом з Талгатом Мусабаевым (позивний — «Дербент-2»), а з 20 липня 2000 року — разом з Віктором Афанасьєвим (позивний — «Дербент-2»).
У грудні 2000 року виведена з основного екіпажу у зв'язку з переформуванням екіпажів: у зв'язку з призначенням 28 грудня 2000 року нового складу основного екіпажу (Талгат Мусабаєв — Юрій Батурин). У травні 2001 року — призначена бортінженером у 2-й (дублюючий екіпаж) 2-ї експедиції відвідин МКС разом з Сергієм Залетіним. З травня по жовтень 2001 року проходила підготовку до польоту за програмою 2-ї російської експедиції відвідування МКС (ЕП-2). 21 жовтня 2001 року входила в дублюючий екіпаж ТК «Союз ТМ-33» (позивний — «Єнісей-2»), дублювала Костянтина Козєєва.
27 травня 2004 року наказом керівника Федерального космічного агентства (ФКА) була звільнена з посади космонавта-випробувача у зв'язку з виходом на пенсію за вислугою років.

### Подальша діяльність
У 2004 році закінчила Ульяновське вище авіаційне училище. Після закінчення училища працювала в авіакомпанії «Аерофлот» другим пілотом літака Ту-134 (5 років), а потім Airbus А320 і Airbus A330.

## Досягнення
- 1-й розряд з самольотного спорту (член жіночої пілотажної групи «Ластівки» при ОКБ імені П. О. Сухого)[1]
- 2-й розряд з планерного спорту
- 3-й розряд з парашутного спорту

## Додаткова інформація
- Під час одного з навчальних польотів при виконанні фігури вищого пілотажу на одномісному Су-26 при перевантаженні в 9g через сильний тиск вибило пробку в масляному баці. Ліхтар літака залило густою масляною плівкою. Не покинувши літака, посадила його практично наосліп[4].
- Літала на літаках Як-52, Як-55, Су-26, Су-29, Л-39, Як-18Т, Ту-134, Airbus А320 і Airbus A330.
- Є членом клубу «Авіатріса», що об'єднує жінок — членів льотних екіпажів.
- У жовтні 2002 року брала участь у телешоу «Останній герой».

## Родина
- Батько — Кужельний Василь Іванович (1937 р.)
- Мати — Кужельна (Козлова) Людмила Іванівна (1937 р.)
- Брат — Кужельний Віктор Васильович (1967 р.)
- Брат — Кужельний Олексій Васильович (1976 р.)
- Чоловік — Морозов Володимир Георгійович, служив військовим льотчиком, заступником начальника льотної служби Центру підготовки космонавтів ВВС, полковник запасу
- Дочка — Морозова-Гапонова Катерина Володимирівна (1999 р. н.)